# Maria Gaetana Agnesi
Maria Gaetana Agnesi (ur. 16 maja 1718 w Mediolanie, zm. 9 stycznia 1799 tamże) – włoska uczona: lingwistka, matematyczka i filozofka. Jako pierwsza napisała publikację poświęconą rachunkowi różniczkowemu i całkowemu. Była członkiem honorowym fakultetu na Uniwersytecie w Bolonii.

## Życiorys

### „Cudowne dziecko”
Była córką zamożnego profesora matematyki Pietro Agnesiego. Już jako dziecko miała nadzwyczajne zdolności do nauki: w wieku 5 lat biegle mówiła w języku francuskim. W wieku 9 lat napisała w języku łacińskim godzinną przemowę, którą wygłosiła na zebraniu akademickim. Tematem tej mowy była obrona praw kobiet do zdobywania edukacji. Jako 13-latka nauczyła się wielu języków, m.in. greckiego, hebrajskiego, hiszpańskiego i niemieckiego, dzięki czemu zyskała miano „chodzącej poliglotki”. Była nauczycielką swoich młodszych braci. Gdy miała 15 lat jej ojciec zaczął zapraszać do domu uczonych, przed którymi odczytywała, a następnie broniła tez dotyczących zawiłych kwestii filozoficznych. Te zebrania zostały opisane w dziele Charlesa de Brosses Lettres sur l’Italie (Listy o Włoszech) i w książce jej ojca Propositiones Philosophicae (Tezy Filozoficzne) z 1738.

### Życie dla nauki i wiary
Z powodu swej nieśmiałości, w wieku około 20 lat zaprzestała uczestnictwa w tych zebraniach, a nawet miała zamiar wstąpienia do klasztoru. Chociaż w tamtym czasie nie zrealizowała tego zamiaru, to żyła w prawie klasztornym odosobnieniu, nie widując prawie nikogo i poświęcając się wyłącznie studiom matematycznym.
Gdy w 1750 zachorował jej ojciec, papież Benedykt XIV przekazał jej katedrę matematyki i filozofii naturalnej na Uniwersytecie w Bolonii. Była drugą kobietą-wykładowcą na tej uczelni (pierwszą była wybitna fizyk Laura Bassi).
Po śmierci ojca w 1752 zrealizowała swoje marzenie o poświęceniu się studiom teologicznym (w szczególności Ojców Kościoła) i podjęła się opieki nad chorymi, biednymi i bezdomnymi. W 1762 opracowała przegląd prac naukowych Josepha Louisa Lagrange’a. Przez kilka lat kierowała przytułkiem dla ubogich „Trivulzio” w Mediolanie, a następnie wstąpiła do zakonu szarytek, w którym zmarła.

## Osiągnięcia naukowe

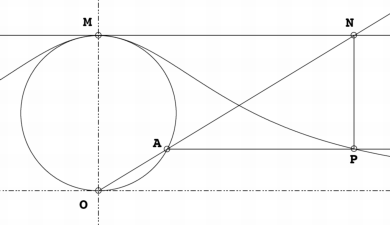
Krzywa zwana lokiem Agnesi

Sposób konstrukcji krzywej

Najcenniejszym dziełem tej uczonej jest: Instituzioni analitiche ad uso della gioventu italiana (Zasady analizy [matematycznej] dla młodzieży włoskiej) z 1748, uważane za najlepszy wstęp analityczny do dzieł Leonharda Eulera. W pierwszym tomie zajmuje się analizą elementów skończonych, a w drugim tomie – analizą elementów nieskończonych. Na język francuski przetłumaczył tom drugi i wydał w Paryżu P. T. d'Antelmy w 1775; angielskie tłumaczenie całości przez Johna Colsona ukazało się w 1801.
Kolejne dzieło – komentarz pt. Traité analytique des sections coniques du marquis de l’Hôpital (Traktat analityczny o krzywych stożkowych markiza de l’Hôpitala) nigdy nie zostało opublikowane.
W 1748 badała krzywą („versiera”), nazwaną od jej nazwiska lok Agnesi. Krzywą tę można opisać równaniem:
{\displaystyle y={\frac {8a^{3}}{x^{2}+4a^{2}}}}
gdzie a jest stałą niezerową. Równanie
{\displaystyle y={\frac {1}{x^{2}+1}}}
jest najprostsze.
Ta krzywa była wcześniej badana przez Pierre de Fermata.